# 国際連合安全保障理事会決議661
国際連合安全保障理事会決議661（こくさいれんごうあんぜんほしょうりじかいけつぎ661、英: United Nations Security Council Resolution 661）は、1990年8月6日に国際連合安全保障理事会で採択されたイラク・クウェート情勢に関する決議。略称はUNSCR661。

## 概要
国連安保理決議661は、湾岸戦争に関する決議で、イラク政府による決議660の履行が全くなされていないとして、全加盟国に対してイラクへの全面禁輸措置の実行を求めるもの。決議は賛成13：反対0：棄権2（キューバ、イエメン）で採択された。

## 主な内容
- 決議660のパラグラフ2の規定をイラクは全く履行していないと認定
- イラクによる上記規定の完全な履行を得るため、全加盟国に対し以下の措置の履行を要請

1. イラクもしくはクウェート発の全ての物資及び商品の輸入の禁止
2. イラク国籍保有者によるイラクもしくはクウェート発の物資及び商品の個人輸入または輸出の禁止
3. イラク国籍保有者による物資又は商品（人道支援物資含む）の販売の禁止

- 全加盟国に対し、イラク又はクウェート政府、企業、公共施設に対するあらゆる資金の流入を停止するよう要請
- 国連の非加盟国に対しても、本決議の規定に沿うよう行動するよう要請
- 理事会第28規則に基づき、本理事会の全参加国から構成され、以下の事項について当理事会への定期報告・勧告義務を負う委員会の設置を決定

1. 本決議の履行進捗状況に関する事務総長報告の検討
2. 本決議の実効的な履行に伴う各国の行動について全加盟国から報告を聴取

- 全加盟国に対し、委員会への完全な協力を要請
- 事務総長に対し、委員会への必要なあらゆる支援を行うよう要請
- 本決議はクウェート正統政府に対する支援を禁ずるものではないことを確認し、全加盟国に対して次を要請

1. クウェート正統政府の資産を保護するための適切な措置の実施
2. 占領国が設置する政府の不認知

- 事務総長に対し、本決議採択後30日以内に本決議の履行状況の報告の要請
- イラクによる侵攻を早期に終結するため、この問題を引き続き議題として留保することを決定